# بلش الحسناء
بلدية بلج الحسناء أو بلش الحسناء أو فيليس-روبايو (بالإسبانية: Vélez-Rubio)‏, هي بلدية تقع في مقاطعة المرية. جنوب شرق إسبانيا. يبلغ عدد سكانها 7.037 نسمة.

## توأمة
لفيليس-روبايو اتفاقيات توأمة مع كل من:
- أورتيغويرا
- أورانج (فوكلوز)

## أعلام
- فلورينسيو اماريلا
- خافيير شاكون

## وصلات خارجية
- (بالإسبانية)